# Hepworth (Suffolk)
Pour les articles homonymes, voir Hepworth.
Hepworth est un village et une paroisse civile du Suffolk, en Angleterre.